# Mariano Sánchez de Loria
Mariano Sánchez de Loria (La Plata, Virreinato del Perú -actual Bolivia-, 24 de septiembre de 1774 — Potosí, Bolivia, 2 de agosto de 1842) fue un abogado, político y posteriormente sacerdote boliviano. Fue diputado por Charcas del Congreso de Tucumán que el 9 de julio de 1816 declaró la Independencia argentina.
Sánchez de Loria nació en La Plata, denominación que tuvo la actual Sucre (Bolivia) durante el Virreinato del Perú entre los años 1538-1776, y obtuvo su doctorado en jurisprudencia y leyes canónicas en esa ciudad. Apoyó la revolución en su ciudad en 1809 y, en 1816, fue elegido como diputado por Charcas para el Congreso de Tucumán. Fue uno de los que apoyó el proyecto de una monarquía a cargo de una familia real inca para las Provincias Unidas del Río de la Plata.
Después del Congreso se mudó a Buenos Aires y continuó trabajando como abogado allí. Alrededor de 1817 su esposa murió y retornó entonces a Chuquisaca donde fue ordenado como sacerdote, convirtiéndose luego en canónigo de la Catedral de Charcas. Cuando murió ejercía de párroco de Tacobamba en Potosí.